# Pontcharra
Pontcharra è un comune francese di 7 373 abitanti situato nel dipartimento dell'Isère della regione dell'Alvernia-Rodano-Alpi.
Si trova lungo il corso del fiume Isère, all'incrocio di tre valli: la chiusa di Chambéry, la valle del Grésivaudan e la Comba di Savoia, nel quale confluisce il torrente Breda. Ha dato i natali a Pierre Terrail de Bayard, detto anche Cavalier Baiardo, il Buon Cavaliere, il Cavaliere senza macchia e senza paura.

## Storia

### Simboli
Il comune ha ripreso lo stemma della famiglia Terrail de Bayard, da cui discende Pierre Terrail de Bayard, nato nella casaforte di Bayard, a Pontcharra.

## Monumenti e luoghi d'interesse
Nel territorio del comune si trova il Château Bayard.

## Società

### Evoluzione demografica
Abitanti censiti

## Amministrazione

### Gemellaggi
- Rovasenda, dal 1973